# Prudence (vertu)
Pour les articles homonymes, voir Prudence.

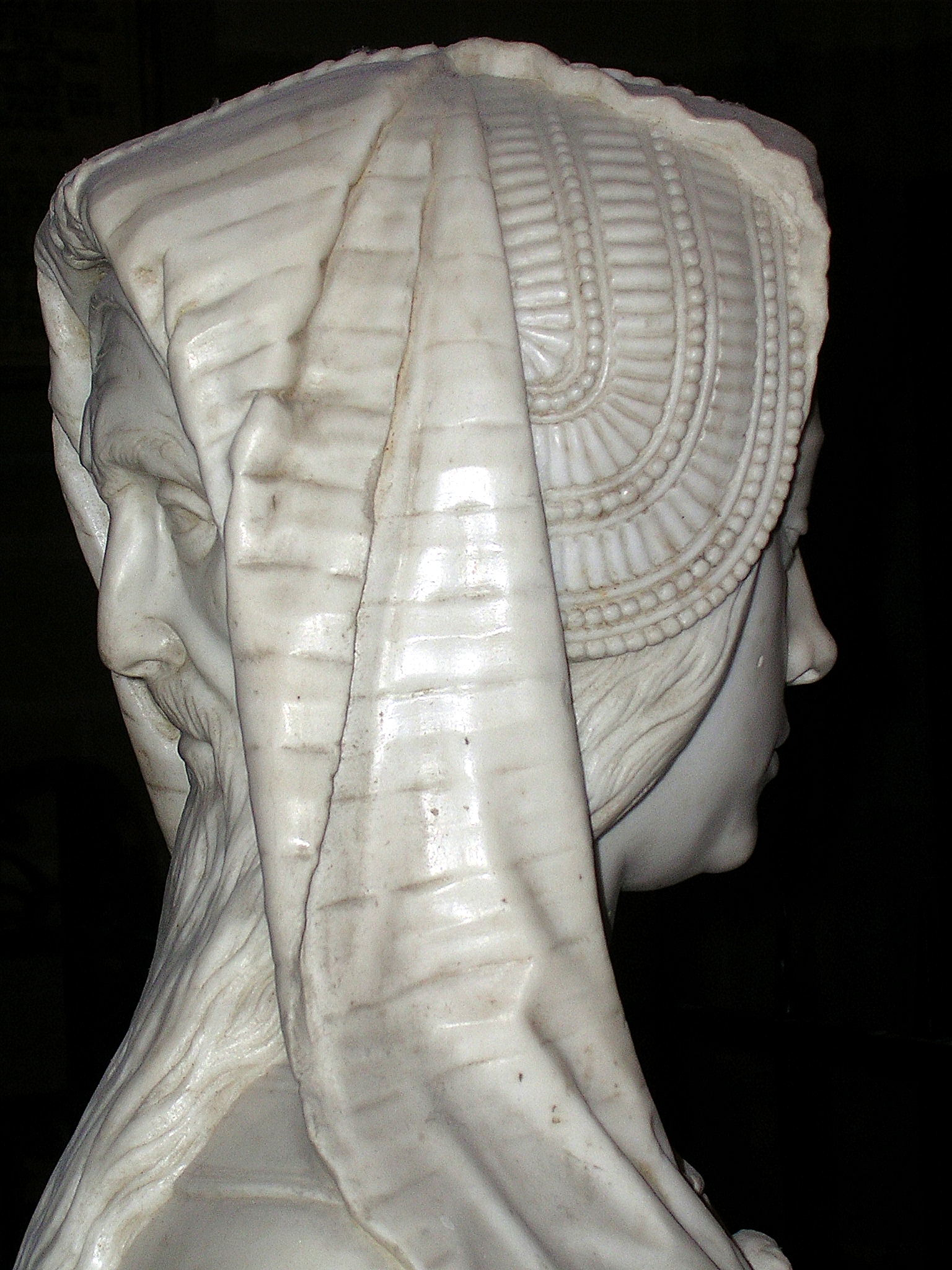
La Prudence, représentation du gisant de François II de Bretagne

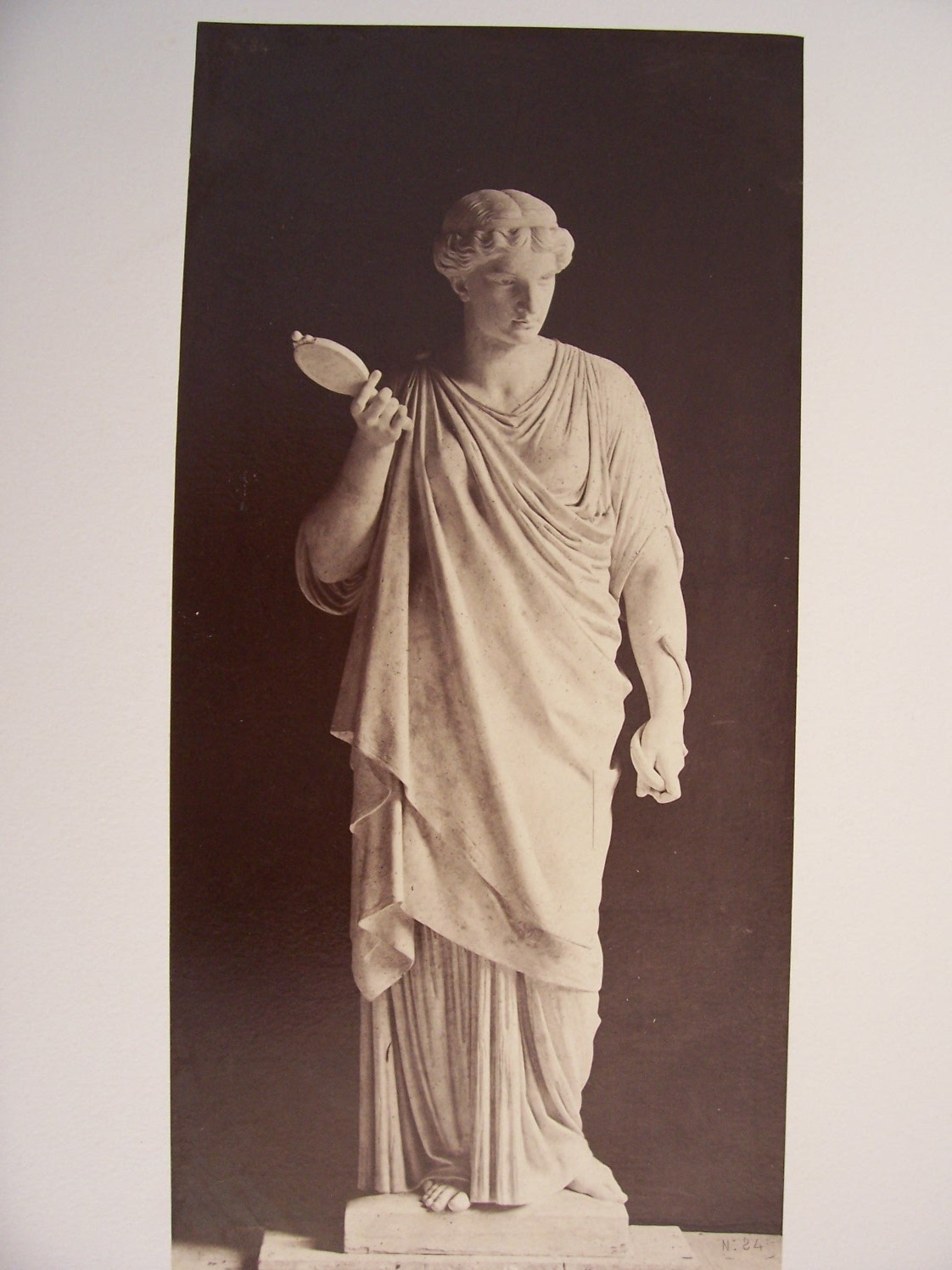
La Prudence. Statue de Frison pour l'Opéra de Paris (1875).
Photo Durandelle

La prudence (du grec ancien φρόνησις / phrónēsis, « intelligence raisonnable, sagesse », par le latin prudentia, « sagesse, prudence »,) est un concept de la philosophie grecque qui a trouvé sa définition théorique la plus aboutie dans la philosophie d'Aristote. La phronêsis est ensuite devenue un concept central de la philosophie morale et politique, et la première des quatre vertus cardinales chez les Chrétiens.

## La prudence dans la philosophie grecque

### Laphrónēsis
Étymologiquement, la φρόνησις / phrónēsis désigne l'acte de penser. Selon le philologue allemand Werner Jaeger (Paideia, 1933), c'est Héraclite d'Éphèse qui le premier a utilisé le concept de prudence en philosophie, la mettant au même rang que la sagesse (σοφία / sophía).

### Chez Platon
Selon Les Lois : « Dans l'ordre des biens divins, le premier est la prudence ; après vient la tempérance ; et du mélange de ces deux vertus et de la force naît la justice, qui occupe la troisième place ; la force est  à la quatrième. Ces derniers biens méritent par leur nature la préférence sur les premiers ; et il est du devoir du législateur de la leur conserver. »

### Chez Aristote
La prudence est une vertu intellectuelle : c'est la disposition qui permet de délibérer sur ce qu'il convient de faire, en fonction de ce qui est jugé bon ou mauvais.

### Chez Épicure
C'est de la prudence que proviennent toutes les autres vertus, ainsi que le mentionne la Lettre à Ménécée. La définition de celle-ci se situe, chez Épicure, en continuité avec la pensée rationnelle de Platon mais surtout d'Aristote. La prudence se définit en effet depuis Aristote comme une sagesse pratique : par la capacité à bien juger des affaires humaines, domaine qui n'est pas simplement spéculatif (ou théorêtique), mais pratique (rattaché à l'action) et qui requiert donc un lent apprentissage, mesuré, et adapté aux circonstances toujours changeantes, et donc la possibilité d'améliorer dans le temps la finesse de son jugement et de ses conseils. Autrement dit, selon Épicure (comme chez Aristote), la prudence constitue "la force du sage". Le texte d'Épicure ici déjà cité définit ainsi sa nature et ses effets : il s'agit d'un "raisonnement vigilant, capable de trouver en toute circonstance les motifs de ce qu’il faut choisir et de ce qu’il faut éviter, et de rejeter les vaines opinions d’où provient le plus grand trouble des âmes". La prudence est donc la plus haute forme d'excellence (arété, ou vertu), seule apte à garantir rationnellement le bonheur.
Son argument est le suivant : le bien le plus grand consistant, selon lui, en la sérénité, ou évitement de toutes douleurs de l'âme (ataraxie) et du corps (aponie), seule une connaissance de la nature (du monde et de l'homme) et un examen rigoureux et rationnel peut lucidement débarrasser l'humain de la peur et des représentations erronées que l'homme se fait du monde et de lui-même. L'exemple le plus connu exposé par Épicure est celui de la peur des dieux : en partant d'une définition rigoureuse de l'idée de dieu, il démontre l'inanité de la peur des dieux, pourtant fort répandue. D'autre part, Épicure pense que la prudence peut purifier l'homme des besoins superflus qui le privent d'accéder au bonheur, lorsqu'il confond communément bonheur et jouissance. La prudence permet de classifier les besoins humains en trois catégories, à la suite de l'examen rationnel de ceux-ci afin de ne satisfaire que ceux qui sont "naturels et nécessaires". On peut détailler ainsi son raisonnement : la prudence commande l'autarcie, soit le fait de réduire ses dépendances à l'égard du monde. "C’est un grand bien à notre avis que de se suffire à soi-même", affirme-t-il dans sa Lettre à Ménécée. Celui qui sait se contenter de moins sera plus auto-suffisant et ne craindra pas autant les revers de fortune. Selon ce raisonnement, il sera plus heureux que celui qui a besoin d'une abondance de luxe pour parvenir au sentiment de paix intérieur. Du reste, selon Épicure, un examen attentif de nos plaisirs démontre que bon nombre de ceux-ci ont un prix trop cher payé : ils causent une douleur lorsqu'ils sont absents, ou lorsqu'ils sont recherchés à l'excès (quel plaisir pris à un excès menant à une crise de foie ? ). Il est par conséquent plus prudent de se satisfaire de peu, ou d'attendre peu du monde extérieur. Nous voyons bien ici la dimension pratique de la philosophie d'Épicure.
Les autres vertus découlant, selon Épicure, de la prudence, sont la justice et l'honnêteté. Ce n'est pas que l'injustice soit un problème en soi, selon lui : le problème de l'injuste est qu'il ne pourra jamais obtenir la paix d'esprit. Épicure affirme dans les Maximes Capitales (voir, par exemple les maximes XVII, XXXVII et XXXVIII) que même si l'action injuste n'a pas été découverte de nombreuses fois, l'homme injuste restera inquiet toute sa vie qu'elle le soit. Autrement dit, l'action injuste est incompatible avec l'ataraxie, finalité spécifique de sa philosophie.
Le bonheur est donc affaire de prudence, chez Épicure: cette vertu est non seulement plus fiable que la chance (fortune) ou le destin, elle renvoie activement l'homme à la maitrise possible de ses jugements et  de ses actions.

### Chez les stoïciens
Diogène Laërce mentionne que selon les stoïciens, « de la prudence viennent la maturité et le bon sens. » Ils y voyaient une science, celle des choses à faire et à ne pas faire.

## La prudence chez les chrétiens

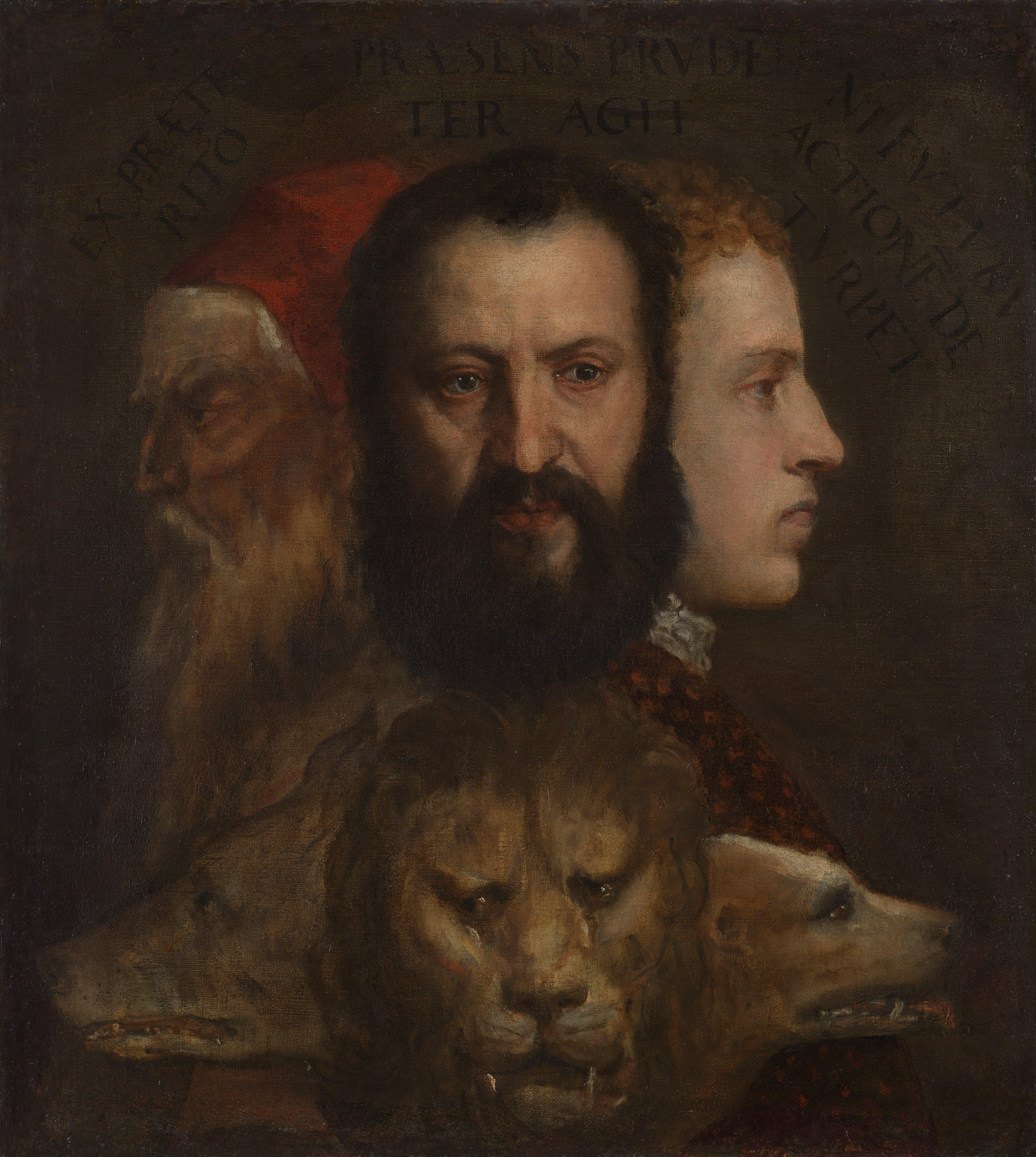
Allégorie du temps gouverné par la prudence (Le Titien, 1565). Cette allégorie indique que, informé du passé (vieil homme), le présent agit avec prudence (homme mûr) et se prépare au futur (jeune homme).

Cicéron transmettra la notion de prudence dans la pensée chrétienne, spécialement chez saint Ambroise, saint Augustin, saint Thomas d'Aquin.
Selon Thomas d'Aquin, la prudence est celle des vertus cardinales qui doit diriger les trois autres.
Selon saint Augustin, « la prudence est l'amour qui sépare avec sagacité ce qui lui est utile de ce qui est nuisible. »

## Spinoza et la prudence

Le sceau de Spinoza.

La devise de Spinoza, inscrite sur son sceau de correspondance, est le mot latin Caute : méfie-toi, sois prudent. Plusieurs interprétations sur la signification de ce terme existent. Selon Robert Misrahi, c'est une recommandation au niveau de l'usage des concepts : Spinoza recommande de ne donner aux concepts qu'il emploie que le sens strict inscrit dans la définition qu'il propose. Pour d'autres, cette injonction à la prudence est rendue nécessaire du fait des menaces qui pèsent sur Spinoza : il est victime d'un attentat, et des attaques de théologiens l'obligent à retarder sa publication de l'Éthique.

Dans la Préface du Traité théologico-politique (1670), on trouve cet appel à la prudence :
"C'est pourquoi je décidai sérieusement d'examiner à nouveau l’Écriture d'une âme pure et libre, de n'en rien affirmer et de n'en rien admettre comme constituant sa doctrine qui ne soit clairement énoncé par elle. Avec cette précaution, j'ai formé une méthode pour interpréter les Livres saints"

- Traité théologico-politique, 1670, Préface, §10, trad. J. Lagrée et P.-F. Moreau, Œuvres, III, PUF, p. 69

## Selon l'Encyclopédie de Diderot et D'Alembert
« Par rapport à soi, toute prudence étant pour arriver à une fin, il faut en chaque affaire nous proposer un but digne de notre soin. [...] En se proposant une fin telle que nous l’avons dite, il est encore plus important d’examiner s’il est en notre pouvoir de l’atteindre. [...] La troisième règle de prudence est appliquer à l’avenir l’expérience du passé ; rien ne ressemble plus à ce qui se fera que ce qui s’est déjà fait. [...] Une quatrième maxime est d’apporter tellement à ce qu’on fait toute son application, qu’en même temps on reconnaisse qu’avec cela on se peut tromper [...].

Les règles de prudence par rapport aux autres, sont principalement de ne s’entremettre des affaires d’autrui que le moins qu’il est possible, [...] à moins qu’un devoir évident ne l’exige, ou que nous n’y soyons directement appelés par les intéressés. »

— L'Encyclopédie ou Dictionnaire raisonné des sciences, des arts et des métiers, 1751.

## La prudence aujourd'hui
Selon André Comte-Sponville : « Elle relève moins de la morale, pour les modernes, que de la psychologie, moins du devoir que du calcul. » On l'utilise dans le langage courant dans le sens de « précaution » pour éviter des dangers.

### Auteurs anciens
- Platon, Protagoras
- Aristote, Éthique à Nicomaque
- Baltasar Gracián, L'Homme de cour
- Article « Prudence » de L'Encyclopédie ou Dictionnaire raisonné des sciences, des arts et des métiers

### Études modernes
- Pierre Aubenque, La Prudence chez Aristote, PUF, Quadrige, Paris, 2004 (4e éd.)
- Chantal Jacquet, Spinoza ou la prudence, Quintette, 2004
- Gil Delannoi, Éloge de la prudence, Berg International, Paris, 1993